# Kratil
Kratil (1. stoljeće), grčki filozof. 
Kao Heraklitov pristaša, u velikoj je mjeri radikalizirao tvrdnje svog velikog učitelja. Promišljajući glasoviti umotvor da se dvaput ne može okupati u istoj rijeci, on je otišao korak dalje i ustvrdio da se u nju ne može ući ni jednom. Potpuno je odricao mogućnost izvjesne spoznaje, te istinitog iskaza u formi riječi. Naime, riječi su trajni pojmovi, a u prirodi se sve bez prestanka mijenja. 